# Garcinia
Genre
Classification APG III (2009)
Garcinia est un genre de plantes à fleurs de la famille des Clusiaceae originaire d'Asie, d'Australie, d'Afrique tropicale et australe, de Polynésie, des Caraïbes et d'Amérique du Sud. Le nombre d'espèces établies est fortement controversé. Selon les sources de botanistes, entre 50 et 300 taxons sont considérés comme expressément valables.
L'espèce Garcinia cadelliana a peut-être complètement disparu de l'île de d'Andaman du Sud.
Les fruits sont appréciés par certains animaux, tels que le papillon archiduc (Lexias) qui se délecte de la sève surmûrie des mangoustans dans les forêts tropicales d'Asie de l'Est.

## Utilisation

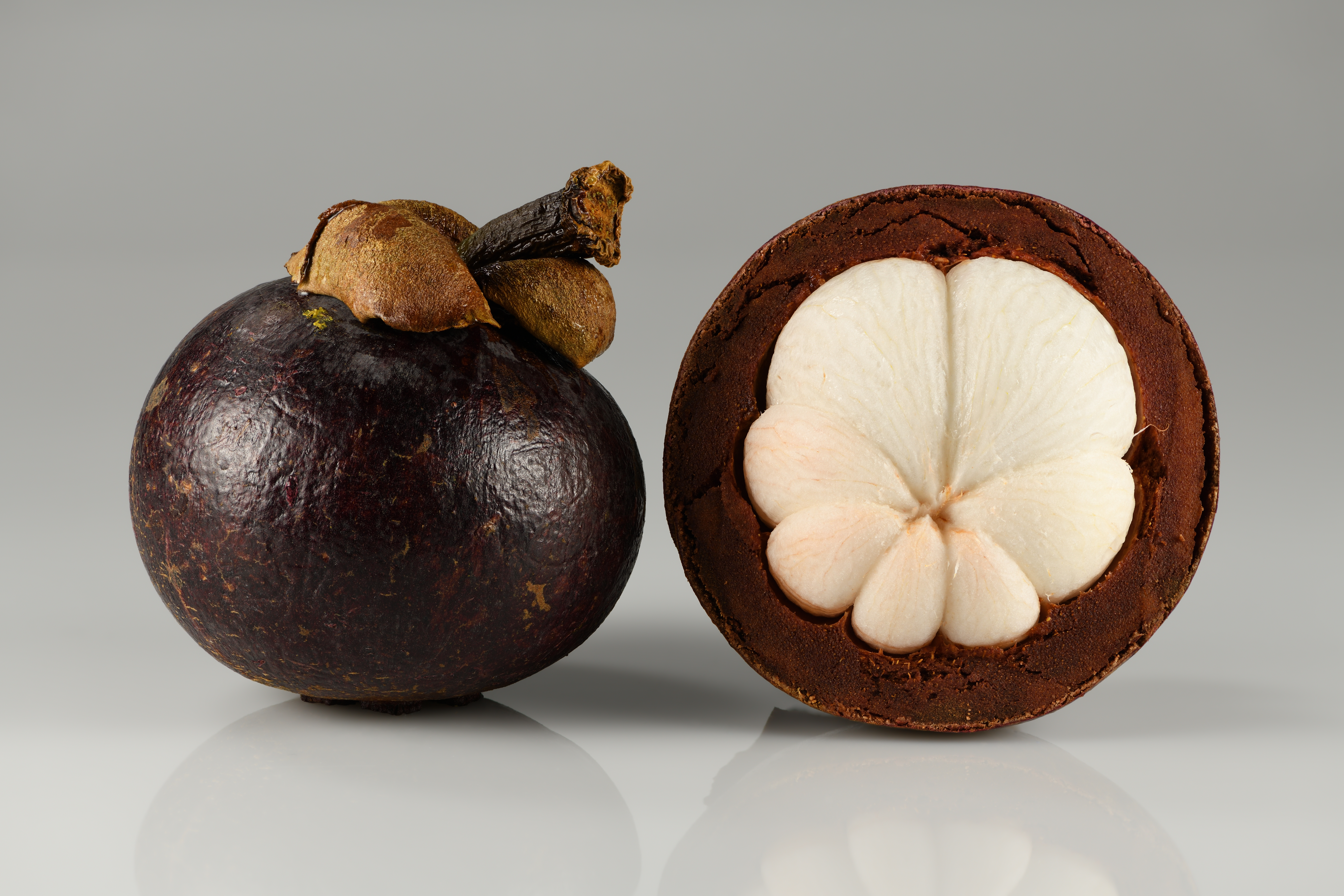
En haut à droite : le fruit en entier du Mangoustan. Le fruit ouvert montre l'arille comestible de couleur blanche.

De nombreuses espèces de Garcinia produisent des fruits avec arille comestible. Le plus connu est le mangoustanier, qui est cultivé dans toute l'Asie du Sud et d'autres pays tropicaux. On trouve d'autres espèces moins connues mais d'importance internationale : 
- Garcinia forbesii qui produit des petits fruits ronds et rouges au goût légèrement acide et à la chair fondante,
- le Garcinia intermedia ou Garcinia madruno, dont les fruits jaunes ressemblent à des citrons plissés,
- le Garcinia prainiana, dont les fruits sont constitués d'une mince peau orange.

La peau externe (exocarpe) est extraite pour fabriquer une épice. Dans la culture Kodava, Garcinia multiflora est utilisé pour la saveur et la coloration de la fameuse soupe bún riêu au Vietnam, où cette plante est connue sous le nom de hạt điều màu. Le gambooge (Garcinia gummi-gutta) permet d'obtenir une épice largement utilisé en Asie du Sud, en particulier dans le Kerala, où il est appelé kodumpulli.
La plupart des espèces de Garcinia sont connues pour leur gomme de résine de couleur brun-jaune, comme le xanthone isomangostin, et utilisé comme purgatif ou laxatif, mais le plus souvent - du moins dans les temps anciens - en tant que pigment. Le terme de couleur « gomme-gutte » ou « gamboge » fait référence au Gambooge, dont le nom scientifique obsolète est Garcinia Cambogia  (Garcinia gummi-gutta). La Garcinia cambogia est interdite de vente en France à la suite d'essais cliniques réalisés en 1998 qui ont démontré que l’acide hydroxycitrique n’apporte aucun effet notoire sur la perte de poids ni sur la destruction des graisses. Un document de l'ANSES de 2007 rapporte que les préparations à base de Garcinia cambogia sont considérées comme des médicaments notamment en raison de l'activité hypoglycémiante de l'acide hydrocitrique qu'elles contiennent.

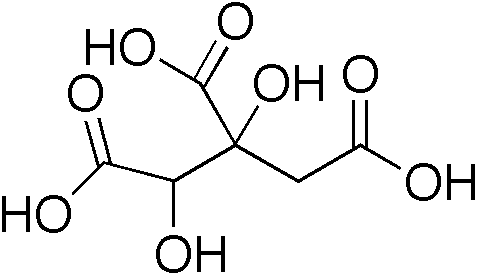
Acide hydroxycitrique, un coupe-faim toxique que l'on trouve dans la pelure du mangoustan.

Des extraits d'exocarpe de certaines espèces - couramment le gambooge mais aussi le mangoustan - sont utilisés en tant que coupe-faim. Mais leur efficacité à un niveau de consommation normal n'est pas prouvée, alors qu'au moins un cas d'acidose sévère causée par la consommation prolongée de ces produits a été rapporté. En outre, elles contiennent des quantités importantes d'acide hydroxycitrique qui est légèrement toxique et peut même détruire à terme les testicules. Garcinia mannii est utilisé comme un bâton à mâcher dans l'ouest de l'Afrique, pour rafraîchir l'haleine et nettoyer les dents.
Garcinia subelliptica, appelé fukugi en japonais, est l'emblème floral de Motobu et Tarama dans l'Okinawa. La ville de Malaisie Beruas - souvent orthographié Bruas - tire son nom de Garcinia hombroniana, connu localement sous l'appellation de pokok bruas.

## Liste des espèces

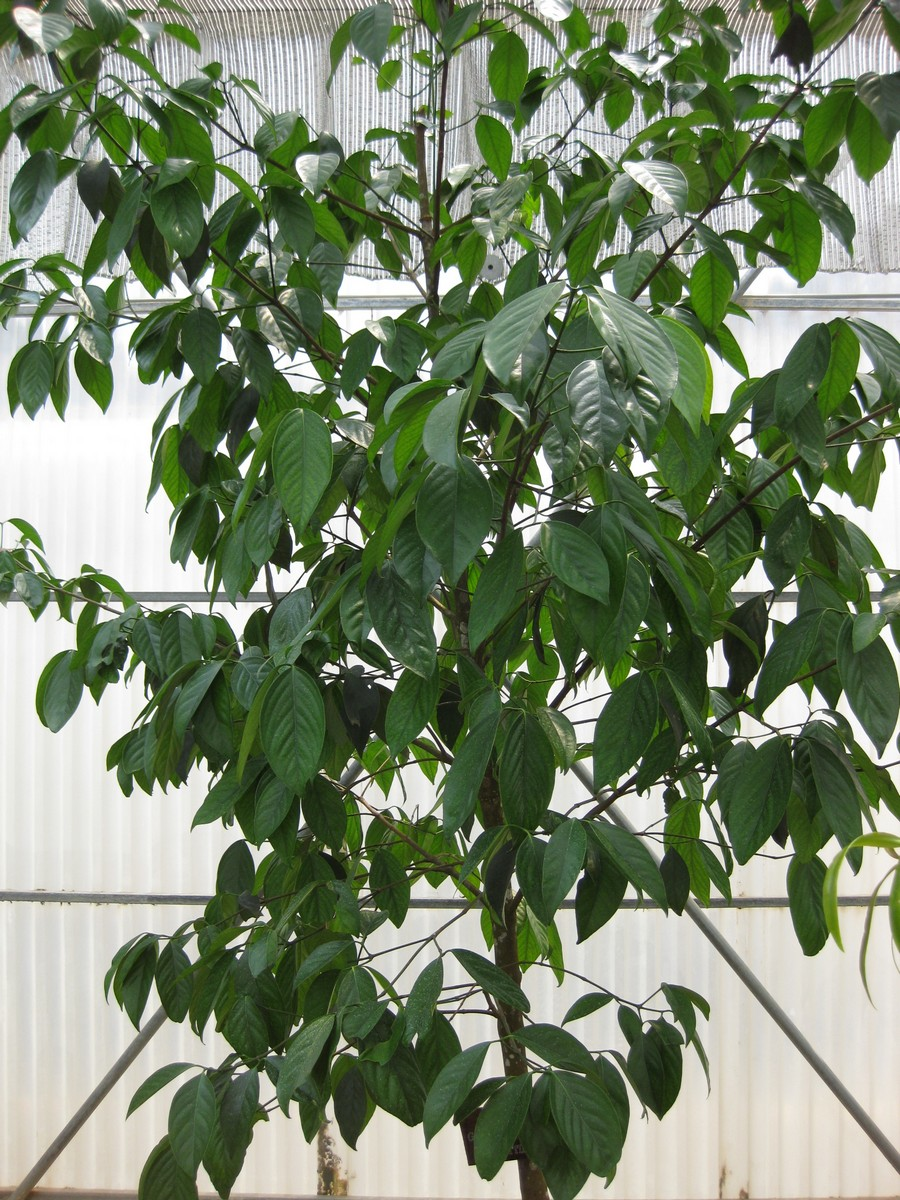
Garcinia hanburyi, dans une serre du Jardin botanique de la reine Sirikit, en Thaïlande.

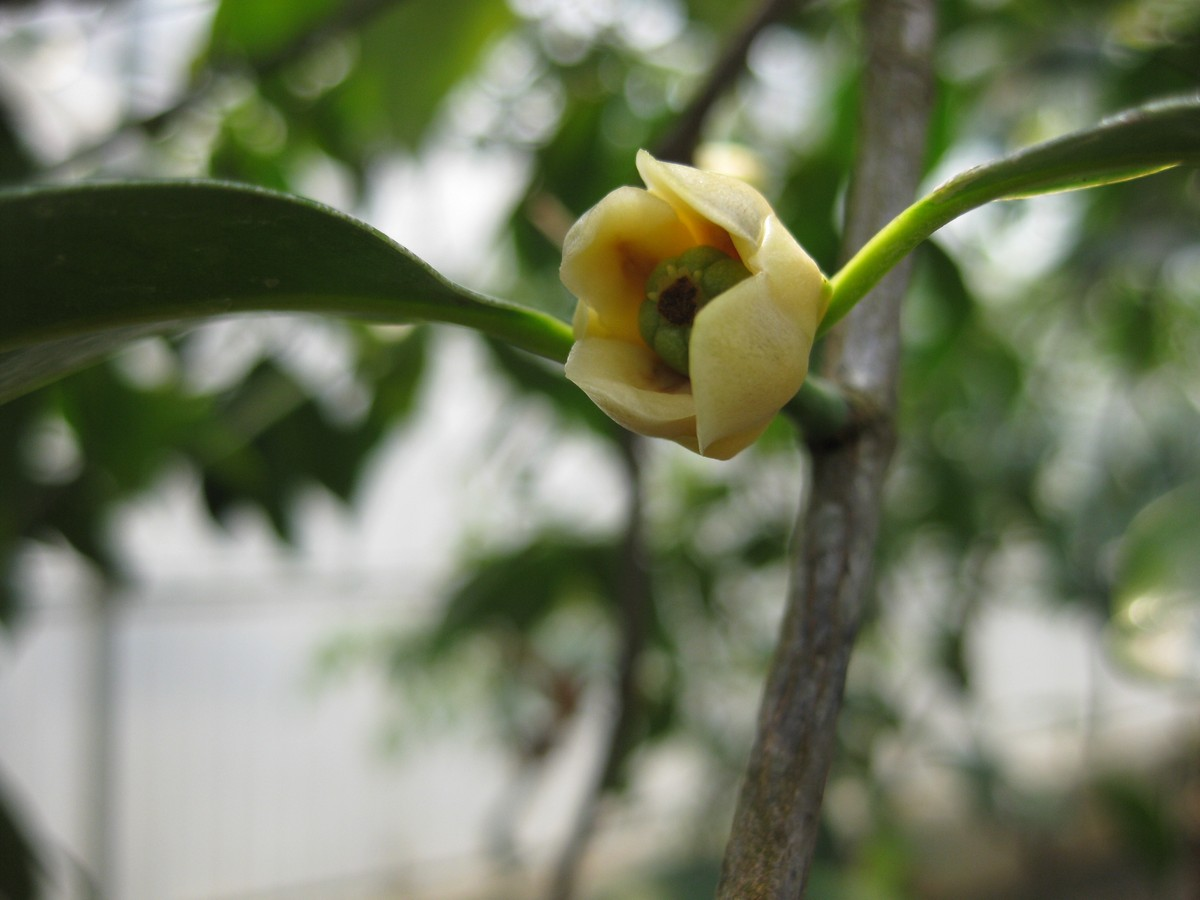
Fleur de Garcinia cowa, au Jardin botanique de la reine Sirikit, en Thaïlande.

- Garcinia amplexicaulis (Nouvelle-Calédonie)
- Garcinia australis (Nouvelle-Calédonie)
- Garcinia balansae (Nouvelle-Calédonie)
- Garcinia cadelliana
- Garcinia chromocarpa (Afrique centrale)
- Garcinia collina (Nouvelle-Calédonie)
- Garcinia comptonii (Nouvelle-Calédonie)
- Garcinia densiflora (Nouvelle-Calédonie)
- Garcinia densivenia (Cameroun)
- Garcinia dulcis (Roxb.) Kurz
- Garcinia fagraeoides
- Garcinia forbesii
- Garcinia gummi-gutta
- Garcinia hanburyi Hook.f.
- Garcinia hennecartii (Nouvelle-Calédonie)
- Garcinia hessii (Britt.) Alain
- Garcinia humilis, bois-l'onguent (Antilles)
- Garcinia gummi-gutta (L.) N.Robson - Gambooge
- Garcinia hombroniana
- Garcinia indica (Thouars) Choisy
- Garcinia intermediaou Garcinia madruno
- Garcinia kola Heckel
- Garcinia lateriflora Blume
- Garcinia livingstonei T.Anderson
- Garcinia lucida Vesque
- Garcinia mangostana L. - le mangoustanier
- Garcinia mannii
- Garcinia morella (Gaertn.) Desr.
- Garcinia multiflora Champ. ex Benth.
- Garcinia myrtifolia A.C.Smith
- Garcinia neglecta (Nouvelle-Calédonie)
- Garcinia pancheri (Nouvelle-Calédonie)
- Garcinia pedicellata "Prunier canaque" (Nouvelle-Calédonie)
- Garcinia portoricensis (Urban) Alain
- Garcinia pua (Nouvelle-Calédonie)
- Garcinia staudtii (Cameroun, Nigeria)
- Garcinia subelliptica
- Garcinia tinctoria
- Garcinia vieillardii Pierre (Nouvelle-Calédonie)
- Garcinia virgata (Nouvelle-Calédonie)
- Garcinia xanthochymus Hook.f. ex T.Anderson